# Ronde van San Luis
De Ronde van San Luis (ofwel Tour de San Luis) was een wielerwedstrijd in de Argentijnse provincie San Luis. De wedstrijd werd meestal eind januari verreden. De Ronde van San Luis was onderdeel van de UCI America Tour, met classificatie 2.1.
De eerste twee jaren van organisatie kende de ronde een proloog en vijf etappes; sindsdien organiseert men een koers met zeven 'normale' etappes.
Juan José Haedo, Francesco Chicchi , Daniel Díaz en Fernando Gaviria zijn met drie zeges recordhouder als het gaat om etappeoverwinningen.
De editie van 2017 werd geannuleerd omdat de wedstrijdorganisatie over onvoldoende financiële middelen beschikte om de wedstrijd dat jaar door te laten gaan. Ook in 2018 en 2019 werd de koers niet georganiseerd.

## Lijst van winnaars

### Meervoudige winnaars
| Overwinningen | Renner      | Land       | Jaren       |
| ------------- | ----------- | ---------- | ----------- |
| 2             | Daniel Díaz | Argentinië | 2013 + 2015 |

### Overwinningen per land
| Overwinningen | Land                            |
| ------------- | ------------------------------- |
| 5             | Argentinië                      |
| 2             | Colombia                        |
| 1             | Chili, Italië, Verenigde Staten |